# Storia di Microsoft Windows
La storia di Microsoft Windows è la storia di una particolare linea di sistemi operativi prodotto da Microsoft Corporation, denominata Windows.

## Le origini
Nel 1984 la Microsoft annuncia che sta sviluppando Windows, un'interfaccia grafica per il suo sistema operativo MS-DOS che era venduto con i PC IBM e compatibili dal 1981. La Microsoft ha modellato l'interfaccia utente, all'inizio conosciuta col nome Interface Manager, sulla base dei prototipi di interfaccia grafica sviluppati dalla Xerox, seguendo la strada intrapresa dalla Apple con il suo Macintosh, di cui Bill Gates ha potuto vedere un prototipo, mostratogli dallo stesso Steve Jobs nel 1981.
Nel 1985 debutta Windows 1.0, che però non dispone di un gran numero di funzionalità, ha scarso successo, non fornisce un sistema operativo completo, ma era un'estensione dell'MS-DOS e ne condivide problemi e limiti. Inoltre i programmi distribuiti con questa prima versione di Windows sono essenzialmente "applicazioni giocattolo" con poca attrattiva per gli utenti aziendali.
Nel 1987 è il turno di Windows 2.0, che guadagna leggermente in popolarità rispetto al suo predecessore. Gran parte della sua popolarità deriva dal fatto che è incluso come "motore grafico" delle applicazioni del pacchetto Microsoft Office: Microsoft Word, inizialmente basato su un'interfaccia DOS, ed Excel, erede di Multiplan, anch'esso basato su DOS. In pratica questi due programmi possono essere lanciati anche da MS-DOS, ma di fatto lanciano Windows in automatico, per usarlo come base per l'interfaccia grafica, e poi lo chiudono all'uscita (vi sono state delle voci sul fatto che Windows fosse inizialmente inteso come semplice piattaforma per Microsoft Office, e solo in seguito come interfaccia grafica generica).
Windows ha un deciso impulso con Adobe PageMaker, inizialmente disponibile per il Macintosh. Alcuni storici dell'informatica considerano la data della prima apparizione di un'applicazione non-Microsoft di una certa importanza come l'inizio del successo di Windows.
Windows 2.0 utilizza ancora il modello di memoria reale, che ha come limite l'uso di un massimo di un megabyte di memoria. In questa configurazione, Windows può essere eseguito all'interno di un altro sistema di multitasking, ad esempio DesqView, che usa la modalità protetta del microprocessore Intel 80286. In alternativa, Windows 2 può funzionare in modalità protetta in autonomia, potendo così usare fino a 16 megabyte di memoria. Windows 2 è l'ultima versione del sistema operativo installabile su configurazioni senza disco rigido.
Infine, viene distribuita una versione provvisoria, chiamata Windows/386, che include il supporto per la "modalità avanzata" del microprocessore Intel 80386; la versione standard viene così ribattezzata Windows/286.
La versione 2.03 (e la successiva 3.0) provocano azioni legali da parte della Apple per le finestre sovrapposte e per altre caratteristiche che l'azienda di Steve Jobs può appartenere all'aspetto caratteristico del suo sistema operativo. Il 25 luglio 1989 un giudice respinge tutte le 189 accuse tranne 10.

## Il successo di Windows 3.0

La tipica schermata di Windows 3.11

Nel 1990 Windows ottiene un deciso successo con la nuova versione 3.0, che oltre a funzionalità migliorate date alle applicazioni native, consente l'utilizzo dei programmi di MS-DOS con un multitasking migliore rispetto a Windows/386, grazie all'introduzione della memoria virtuale ed ai device driver virtuali (VxD) caricabili dinamicamente. Con questi miglioramenti i PC diventano dei seri concorrenti dei Macintosh della Apple, ad un costo nettamente più basso.
Windows 3.0 può funzionare in modalità di memoria reale, standard e 386 avanzata, ed è compatibile con ogni processore Intel a partire dai vecchi 8086/8088 fino ai nuovi 80286 e 80386. Windows all'avvio determina in automatico la modalità di esecuzione, che può comunque essere stabilita da riga di comando. Il limite di queste caratteristiche di retrocompatibilità è che le applicazioni vanno compilate per funzionare a 16 bit, senza poter quindi usare le potenzialità dei 32 bit sui processori 80386.
Nel 1991 è il turno di Windows 3.0 with Multimedia Extensions 1.0, una versione multimediale contenente il primo kit multimediale composto da scheda sonora e lettore di CD-ROM, nello specifico è della Sound Blaster Pro di Creative Labs, insieme al titolo multimediale Microsoft Bookshelf. Questa versione è la precorritrice delle caratteristiche multimediali della successiva versione 3.1.
Grazie alle sue caratteristiche tecniche, al costo ridotto, alle minori richieste di prestazioni rispetto a soluzioni analoghe, al crescente supporto del mercato, Windows 3.0 è un ampio successo, caratterizzato dalla vendita di 10 milioni di copie nei due anni precedenti l'uscita di Windows 3.1. Windows 3.0 diventa la maggiore fonte di reddito per la Microsoft, e guida le scelte e i piani successivi dell'azienda.

## Il flop di Microsoft Bob
Dopo il successo riscosso con Windows 3, la Microsoft rende il proprio sistema operativo ancora più rivolto verso l'interazione grafica, e crea un nuovo ambiente grafico chiamato Microsoft Bob. Sostituisce al paradigma della scrivania (il desktop), su cui le icone rappresentano le applicazioni, la rappresentazione del computer come quella di una casa, dove ogni oggetto rappresenta un'applicazione. Il prezzo elevato, la scomodità di utilizzo e la grafica non eccessivamente accattivante (mentre sono già in commercio i più intuitivi Macintosh) sono la principale causa del fallimento di questo software, che tuttavia conserva un ristretto numero di appassionati di abandonware. Unici superstiti, il cane Rover, molto simile a quello che appare durante la ricerca di file o cartelle sui nuovi sistemi operativi, la facciona di Bob che in MSN Messenger è un'icona, Will, il fumetto di William Shakespeare, e la palla rossa che sono alcuni assistenti di Office, e le animazioni di Rover che hanno ispirato un altro assistente, Rex.

## La parentesi OS/2
Durante la seconda metà degli anni ottanta, la Microsoft e la IBM sviluppano congiuntamente il sistema operativo OS/2, quale successore del DOS, con lo scopo di sfruttare pienamente i vantaggi della summenzionata "modalità protetta" del processore Intel 80286, compresa la possibilità di usare fino a 16 megabyte di memoria. OS/2 1.0 (1987) supporta la memoria virtuale su disco ed il multitasking, e permetteva di eseguire programmi DOS.
L'interfaccia grafica, chiamata Presentation Manager, non fu disponibile fino alla versione 1.1 di OS/2 (1988). Benché considerato da alcuni superiore rispetto Windows, le API di OS/2 sono incompatibili con esso. Tra le altre cose, ad esempio, il Presentation Manager pone l'origine dello schermo (le coordinate cartesiane 0, 0) nell'angolo in basso a sinistra, mentre Windows lo pone nell'angolo in alto a sinistra (come è prassi nei sistemi di coordinate usati in informatica). La versione 1.2 (1989) introduce il nuovo file system HPFS al posto del File Allocation Table (FAT) usato dai precedenti DOS e Windows.
Nei primi anni novanta l'alleanza tra la Microsoft e la IBM inizia a incrinarsi. Entrambe le aziende cooperano nello sviluppo dei sistemi operativi, e accedono al codice sorgente sviluppato da entrambi. La Microsoft decide di continuare lo sviluppo di Windows, mentre la IBM desidera proseguire solo con OS/2. Nel tentativo di risolvere questa tensione, le due aziende decidono che IBM svilupperà OS/2 2.0, come successore di OS/2 1.3 e di Windows 3.0, mentre la Microsoft avrebbe sviluppato il nuovo OS/2 3.0, come successore di OS/2 2.0.
Tuttavia questo accordo presto si rompe, e termina la relazione tra la IBM e la Microsoft. La IBM continua a sviluppare OS/2, mentre la Microsoft ribattezza OS/2 3.0 con il nuovo nome Windows NT. Entrambi mantengono il diritto di usare tutte le tecnologie che sono state sviluppate fino ad allora; Windows NT, tuttavia, è scritto praticamente da zero e indipendentemente.
Dopo una versione 1.3 temporanea che risolve molti dei problemi delle versioni precedenti, la IBM distribuisce il nuovo OS/2 2.0 nel 1992. Si tratta di un notevole passo avanti: vi è una nuova interfaccia grafica orientata agli oggetti, chiamata Workplace Shell, che include un desktop e che è considerata da molti la migliore caratteristica di OS/2. Alcuni dei suoi aspetti saranno ripresi in seguito dalla Microsoft per Windows 95. La versione 2.0 ha anche una API a 32 bit, un migliore multitasking, e la possibilità di utilizzare lo spazio di indirizzamento di 4 gigabyte offerto dai processori Intel 80386. In realtà internamente vi è ancora molto codice a 16 bit, che fra le altre cose richiedeva che i device driver fossero a 16 bit. È una delle ragioni per le quali si assistette ad una cronica mancanza di device driver aggiornati per OS/2. La versione 2.0 può anche eseguire programmi di MS-DOS e di Windows 3.0, grazie al fatto che la IBM conserva il diritto di usare il codice sviluppato congiuntamente con la Microsoft fino al momento della rottura.
Non è chiaro chi vincerà la cosiddetta "guerra del desktop": OS/2 ha qualità tecniche superiori e alle spalle un'azienda del calibro della IBM, mentre Windows richiede computer meno potenti e godeva di una diffusione già abbastanza elevata.

## Windows 3.1 e Windows NT
In risposta all'imminente distribuzione di OS/2 2.0, la Microsoft sviluppa il nuovo Windows 3.1, che include diversi miglioramenti rispetto alla precedente versione 3.0 (il più importante dei quali il supporto dei font scalabili TrueType, sviluppati insieme alla Apple), ma che consiste soprattutto in correzioni di bug e nel supporto multimediale. Inoltre scompare il supporto per la "modalità reale", e il sistema operativo può essere eseguito su processori 80286 o successivi. In seguito la Microsoft distribuisce Windows 3.11, in versione "Windows for Workgroups" che include un deciso miglioramento nella gestione delle reti, che può essere eseguito in modalità "386 avanzata", richiedendo pertanto almeno un processore 80386. Entrambe le versioni hanno lo stesso notevole successo di vendita della versione 3.0. Nonostante i Windows 3 in definitiva non abbiano molte caratteristiche di cui OS/2 disponeva (nomi di file lunghi, un desktop, la protezione del sistema da programmi mal funzionanti), la Microsoft in breve domina il mercato delle interfacce grafiche per PC. La Windows API diventa lo standard di fatto nello sviluppo di software commerciale.
La versione 3.1 ha una veste grafica molto più ricca di colore e introduce il supporto audio. La versione 3.11 consente la creazione di una Intranet, per collegare più computer.
Intanto, la Microsoft continua nello sviluppo del nuovo sistema operativo a 32 bit chiamato Windows NT. L'azienda di Bill Gates assume Dave Cutler, uno dei creatori di OpenVMS presso la Digital, che ha appena bloccato il progetto del successore di VMS, chiamato "Mica", e con la perdita di Cutler passa alla Microsoft molta esperienza e molti altri programmatori. La Digital inoltre accusa Cutler di aver portato con sé alla Microsoft anche i sorgenti di Mica, e ne derivò una causa legale. Come spesso accade negli Stati Uniti, l'accusa sarà ritirata in seguito a trattativa privata, con la Microsoft che accetta di pagare 150 milioni di dollari e di supportare in Windows NT il microprocessore DEC Alpha della Digital.
Windows NT 3.1 (il marketing di Microsoft vuole far apparire Windows NT come prodotto parallelo a Windows 3.1) arriva in versione beta alla Professional Developers Conference di San Francisco nel luglio 1992. La Microsoft annuncia alla conferenza anche i piani futuri, che includono un nuovo sistema operativo con nome in codice Chicago e un altro con nome in codice Cairo, che unificherà in un unico sistema operativo Windows NT 3.1 e Chicago. In realtà Cairo non vedrà mai la luce, e l'unificazione di entrambe le linee di prodotto avverrà nel 2001 con Windows XP.
I due principali problemi di Windows NT sono in definitiva quelli di OS/2: richiede un hardware troppo potente per l'epoca, e dispone di pochi device driver di terze parti a causa della difficoltà di programmare il suo complesso modello di astrazione dall'hardware (Hardware abstraction layer). Le case produttrici di hardware sono riluttanti a sostenere i costi di sviluppo di questi device driver, anche perché Windows NT è poco diffuso. Gli utenti inoltre non sono molto interessati a migrare a Windows NT: è richiesto un PC troppo potente e l'interfaccia utente è quella di Windows 3.1 ed è inferiore a quella di OS/2. Si è quindi in una fase di stallo: per questi motivi OS/2 e Windows NT non decollano e Windows 3.1 continua a guadagnare quote di mercato.
Ad ogni modo, Windows NT ha caratteristiche che lo rendono perfetto per il mercato di server LAN (che nel 1993 sta conoscendo un rapido successo), grazie alle opzioni avanzate di networking di cui disponeva, e grazie all'efficienza del nuovo file system NTFS. La successiva versione 3.5, seguita a breve distanza dalla versione 3.51, segneranno l'inizio dell'ascesa di Microsoft in questo segmento di mercato, che negli anni successivi finirà con il dominare a spese di Novell.
Una delle caratteristiche più avanzate introdotte con Windows NT è la nuova API a 32 bit, pensata per sostituire la precedente API a 16 bit di Windows 3.1. Questa nuova API si chiama Win32, e la precedente è Win16. L'API Win32 ha tre implementazioni: quella di Windows NT, una versione ridotta chiamata Win32s che può essere installata su Windows 3.1, e una per l'imminente Chicago. In questo modo la Microsoft cerca di assicurarsi un ponte di compatibilità tra tutte le sue versioni di sistemi operativi, e questa è una carta vincente.

## Windows 95
Dopo Windows 3.11, la Microsoft inizia a sviluppare una nuova versione del sistema operativo il cui nome in codice è Chicago. Lo scopo di questo nuovo sistema operativo è quello di implementare una nuova GUI per competere con OS/2 Workplace Shell. Viene inoltre concepito per essere un sistema interamente a 32-bit e supportare il pre-emptive multitasking, come OS/2 e Windows NT, che migliorerà la sua stabilità rispetto al 3.11, notoriamente instabile. Molte parti del nucleo del sistema operativo sono riscritte; altre passano attraverso una profonda revisione. Le API Win32 sono adottate come interfaccia esterna, ma mantengono anche la compatibilità con le Win16 attraverso vari provvedimenti e stratagemmi.
La Microsoft non migra a 32-bit tutto il codice di Windows; alcune parti di esso sono ancora a 16-bit (anche se non sono eseguite direttamente in Real Mode) per motivi di compatibilità, prestazioni e tempo di sviluppo. Questo, e il fatto che numerosi difetti di progettazione vanno ereditati dalle precedenti versioni di Windows, alla fine inizia ad influire sull'efficienza e la stabilità del sistema operativo.
Il reparto marketing della Microsoft ribattezza il nuovo sistema operativo come "Windows 95", che uscirà in tutto il mondo nell'estate del 1995. La Microsoft ha un doppio vantaggio dalla sua nuova versione di Windows: con questo i consumatori non possono più usare un DOS non-Microsoft; in secondo luogo, anche tracce di DOS non sono mai completamente rimosse dal sistema, e una versione di DOS viene caricata rapidamente come parte del processo di bootstrap, le applicazioni di Windows 95 vengono eseguite in 386 Enhanced Mode, con uno spazio di indirizzamento completamente a 32-bit e memoria virtuale. Con queste caratteristiche le applicazioni Win32 possono indirizzare fino a 2 gigabyte di RAM virtuale (con altri 2 GB riservati al sistema operativo), e (almeno in teoria) prevengono la possibilità che corrompano lo spazio di memoria di altre applicazioni Win32. In questo senso le funzionalità del nuovo Windows 95 si avvicinano a quelle di Windows NT, anche se la famiglia Windows 95/98/ME supporta al massimo 512 megabyte di RAM fisica senza complessi "ritocchi" al registro.
La IBM continua a commercializzare OS/2, producendo nuove versioni con OS/2 3.0 e 4.0 (detto anche Warp). Rispondendo alle lamentele riguardo agli elevati requisiti hardware di OS/2 2.0, la versione 3.0 è notevolmente ottimizzata sia nella velocità che nelle dimensioni. Prima della distribuzione di Windows 95, OS/2 Warp 3.0 era già venduto preinstallato sui computer di diverse grandi catene di distribuzione di hardware tedesche. Tuttavia, l'uscita di Windows 95 ha costretto OS/2 a perdere quote di mercato.
Non si sa perché OS/2 abbia fallito nel guadagnare una maggiore quota di mercato. Anche OS/2 continua ad eseguire applicazioni Windows 3.1, esso manca di supporto per qualsiasi cosa eccetto il sottoinsieme Win32s delle API Win32. Diversamente da Windows 3.1, la IBM non ha accesso al codice sorgente di Windows 95 e non vi è la volontà di spendere tempo e risorse per emulare il "bersaglio mobile" delle API Win32. La IBM ha anche presentato OS/2 nel caso antitrust Microsoft, protestando per tattiche di concorrenza sleale da parte di Microsoft, ma molte persone sarebbero probabilmente d'accordo sul fatto che i problemi di marketing della IBM stessa e la mancanza di supporto agli sviluppatori hanno contribuito almeno altrettanto al fallimento.
La Microsoft ha distribuito in totale cinque versioni di Windows 95:
- Windows 95 Original Release
- Windows 95 A
- Windows 95 B
- Windows 95 B USB
- Windows 95 C

Windows 95 Original Release, la prima versione pubblicata, quella "originaria".
Windows 95 A, con il Service Pack 1 di Windows 95 integrata nell'installazione.
Windows 95 B (OSR2), con diversi maggiori miglioramenti, come IE 3.0 e il pieno supporto a FAT32, e con OSR2.1, l'introduzione del supporto a USB.
Windows 95 C (OSR2.5), con tutte le caratteristiche descritte sopra, con IE 4.0, fornito come aggiornamento gratuito agli utenti Windows 95.
È la prima versione di Windows veramente stabile e aggiornata

## Windows NT 4.0
Come parte dei suoi sforzi per introdurre Windows NT nel mercato delle workstation, la Microsoft distribuisce Windows NT 4.0, che presenta la nuova interfaccia di Windows 95 costruita sopra al kernel di Windows NT (è disponibile anche una patch per gli sviluppatori per permettere a NT 3.5.1 di usare la nuova interfaccia utente, ma è piuttosto piena di bug; la nuova UI viene sviluppata prima su NT, anche se Windows 95 è uscito prima di NT 4.0).
Windows NT 4.0 viene distribuito in quattro possibili pacchetti:
- Windows NT 4.0 Workstation
- Windows NT 4.0 Server
- Windows NT 4.0 Enterprise Server
- Windows NT 4.0 Terminal Server

## Windows 98
Il 25 giugno 1998 la Microsoft distribuisce Windows 98, ampiamente riconosciuto come una revisione minore di Windows 95. Include nuovi driver hardware e il file system FAT32 per supportare partizioni di disco più grandi dei 2 GB consentiti da Windows 95. Internet Explorer è integrato nel sistema operativo, e questo suscita molte polemiche con l'apertura del caso antitrust Microsoft, in cui si sostiene che Microsoft abbia abusato della sua posizione dominante nel mercato dei sistemi operativi per PC IBM compatibili per favorire i propri applicativi rispetto a quelli dei concorrenti.
Nel 1999 è il turno di Windows 98 Second Edition, dove la novità più importante è la "Condivisione connessione Internet", che come in NAT consente a più computer in una rete locale di condividere una sola connessione a Internet. Ha anche cercato di risolvere i problemi di stabilità introdotti dall'inclusione del browser in Windows 98.

## Windows 2000

Desktop di Windows 2000

Microsoft presenta Windows 2000 (conosciuto in precedenza come NT 5.0), introdotto con successo sia nel mercato dei server che delle workstation. Windows 2000, ritenuto da alcuni la migliore versione di Windows fino ad ora, adotta una serie di caratteristiche, in particolare l'interfaccia utente da Windows 98, che lo rendono abbastanza user-friendly e molto più stabile, preparando il terreno per la successiva versione, chiamata in codice 'Odyssey', ma questa sarà annullata, e lo sviluppo passerà su Windows XP. Viene tentata anche un'edizione di Windows 2000 per uso domestico (nome in codice 'Neptune'), ma poi sarà abbandonata in favore di Windows Millennium Edition, basato sul kernel meno stabile sul quale si sono già basati Windows 95 e 98.
Windows 2000 ha quattro edizioni diverse:
- Windows 2000 Professional
- Windows 2000 Server
- Windows 2000 Advanced Server
- Windows 2000 Datacenter Server

Questo sistema operativo ha avuto 4 SP.

## Windows ME - Millennium Edition
Nel 2000 la Microsoft presenta il nuovo Windows Millennium Edition, una sorta di Windows 98 ma con ancora più applicazioni incluse. Si tratta di un progetto sviluppato rapidamente in un anno che servirà come ripiego temporaneo tra il precedente Windows 98 e il successivo Windows XP in arrivo.

## Windows XP

La nuova veste grafica di Windows XP.

L'unificazione delle linee Windows NT/2000 e Windows 3.1/95/98/ME viene raggiunto nel 2001 con Windows XP (nome in codice "Whistler". "Odyssey" è il nome in codice per il successore di NT, annullato, e unificato con il successore dei Windows 9x dell'epoca, "Neptune", e diventano insieme "Whistler"). Windows XP ha tre Service Pack e sarà supportato fino all'8 aprile 2014. Windows XP usa il kernel di Windows NT; comunque esso finalmente segna l'ingresso del nucleo di Windows NT nel segmento consumer del mercato, per sostituire il ramo 16-bit, ormai datato.
Windows XP è disponibile in quattro versioni a 32-bit:
- Windows XP Home Edition
- Windows XP Professional
- Windows XP Professional Corporate Edition
- Windows XP Media Center Edition
- È anche disponibile in formato Embedded, come pure per i Tablet PC.

È stata la versione di Windows più longeva mai esistita fino ad ora, dal 2001 fino ad aprile 2014 ha ricevuto supporto. Sono state pubblicate anche due patch fuori supporto per proteggere il sistema da Wannacry nel 2017 e da un exploit che poteva portare a pericolosi worm nel 2019.

## L'aggiornamento del lato server: Windows Server 2003

Il desktop di Windows Server 2003.

Nel 2003 la Microsoft distribuisce Windows Server 2003, un nuovo sistema operativo per server che incorpora molte delle caratteristiche di Windows XP con migliorate componenti server come il Volume Shadow Copy Restore, Internet Information Services 6, 802.1X, e strumenti di amministrazione. Windows Server 2003 condivide lo stesso nome in codice di XP ("Whistler"), e quindi, anche molte delle stesse caratteristiche, come il Supporto Nativo alle Bitmap integrato nell'interfaccia grafica.
Windows Server 2003 ha avuto sei edizioni:
- Windows Server 2003 Standard Edition
- Windows Server 2003 Enterprise Edition
- Windows Server 2003 Web Edition
- Windows Server 2003 Datacenter Edition
- Windows Server 2003 Small Business Edition
- Windows Storage Server 2003

Una settima, Windows Server 2003 HPC (High Performance Computing) è stata annunciata per l'uso in sistemi di calcolo su larga scala.

## Windows XP a 64 bit
L'avvento dei processori AMD Athlon64 e dei più recenti Intel P4 6X0 (Con tecnologia EMT-64 implementata) fa diventare realtà la possibilità del calcolo a 64 bit anche nei computer desktop (i 64 bit sono già disponibili su server e workstation grazie ai processori Itanium e Opteron).
Il 26 aprile 2005, durante il WinHEC di Seattle, arriva la notizia ufficiale relativa alla distribuzioni delle nuove versioni di Windows XP a 64 bit, rispettivamente chiamate "Windows Server 2003 x64 Edition" e "Windows XP Professional x64 Edition". A differenza della versione a 32 bit, Windows XP 64 bit riceve solo 2 SP: Windows XP SP 1 e Windows XP SP 2.
Per meglio supportare questo momento di transito tra i 32 e i 64 bit, la Microsoft include nel pacchetto di Windows la tecnologia WoW64 che permette l'esecuzione di codice a 32 bit su piattaforme a 64 bit.
Altri vantaggi riguardano la memoria RAM supportata, infatti il limite imposto dai 32 bit è di 4 GB, mentre con 64 bit si parla di 16 terabyte. Anche la cache di sistema cresce da 1GB ad 1TB, mentre il file di paging potrà avere dimensioni pari a 512TB; inoltre questa versione a 64 bit di Windows viene fornita con un database di 16000 driver inclusi, la cui stabilità è però tutta da verificare considerando la poca maturità del codice.
Le versioni a 64 bit di Windows supportano processori AMD e Intel.

## Windows Vista

Il desktop di Windows Vista

Le vendite al pubblico di questo OS iniziano il 30 gennaio 2007. Lo sviluppo di Windows Vista ha una lunga gestazione (più di quattro anni dalla distribuzione di Windows XP) e travagliata: nel 2004 tutto il lavoro fatto viene cancellato e Microsoft ricomincia lo sviluppo da zero, usando come base il codice di Windows Server 2003. Come risultato, molte caratteristiche vengono cancellate: le più importanti sono il file system WinFS e la riscrittura di tutta la shell in codice gestito .NET (infatti in un primo momento doveva chiamarsi Longhorn).
Le principali innovazioni di Windows Vista sono l'utilizzo di un nuovo motore di rendering per le finestre, basato sulle funzionalità 3D delle moderne schede video, e un profondo rinnovamento della shell Windows Explorer. Vi sono poi molte altre novità, tra cui un pannello laterale chiamato “Sidebar” che permette l'inserimento di gadget, una versione più sicura di Windows Internet Explorer 7.0, una funzionalità di protezione per le operazioni amministrative (“User Account Control”), funzioni di protezione del kernel, il menu Start, la sfera, la trasparenza e molte altre.
Senza dubbio la modifica più appariscente è l'aspetto grafico. Difatti è stata introdotta una nuova interfaccia denominata Aero, con effetti tridimensionali e ispirati al vetro. Sfrutta la GPU per caricare gli effetti grafici Aero invece della CPU, Aero è attivabile però solo su schede grafiche di ultima generazione (richiede il supporto degli Shader 2.0). In questo modo ogni finestra è composta da due texture triangolari, e sono possibili avanzati effetti grafici ed animazioni senza occupazioni di CPU. Funzionalità simili sono presenti da tempo in macOS di Apple e nelle varie versioni GNU/Linux, tramite programmi come Compiz.
La mancanza del nuovo file system WinFS, che doveva essere basato su SQL server, è invece parzialmente compensata da un sistema di indicizzazione dei file, limitatamente alle cartelle del profilo utente e a quelle aggiunte manualmente.
Una delle funzionalità rimosse meno rimpiante è invece Palladium, l'implementazione del trusted computing di Microsoft. L'unico utilizzo di un eventuale chip TPM in Vista è la funzionalità BitLocker, che permette di crittografare in maniera trasparente un'intera partizione (compresa quella di boot).
Da segnalare, infine, uno stack TCP/IP completamente nuovo, che fornisce un supporto completo ad IPv6, la prossima generazione del protocollo Internet, che è abilitato di default insieme ad IPv4 ed è configurabile graficamente (in Windows XP andava installato a parte ed era gestibile solo da riga di comando).
Uno degli aspetti meno noti è l'integrazione del .NET Framework 3.0, ed in particolare del suo componente Windows Presentation Foundation. Queste librerie software, in precedenza note col nome di WinFX, non sono più basate sul modello delle Windows API nate con Windows 1.0 ed evolutesi fino ad oggi. Nei piani iniziali, tutto il sistema operativo avrebbe dovuto essere basato su WinFX, cosa che non è avvenuta in seguito al “reset” dello sviluppo del 2004. In ogni caso, questi componenti sono presenti nel sistema operativo e sarà solo questione di tempo perché lo sviluppo delle applicazioni Windows migri dalle API tradizionali al nuovo modello. Questo sistema operativo ha avuto due Service Pack: Windows Vista SP1 e Windows Vista SP2.
Vista è stato criticato soprattutto per i suoi sistemi anti-copia e per l'utilizzo elevato di risorse.
Venne implementato anche il nuovo kernel per Vista, trattasi della versione 6.0, a differenza di Windows XP che utilizzava la 5.1.

## Windows 7

Il desktop di Windows 7

Windows 7 è il successore di Windows Vista, distribuito dalla Microsoft il 22 ottobre 2009. Windows 7 è basato sullo stesso kernel di Vista e ha in comune con il suo predecessore anche la shell grafica Windows Aero con qualche modifica. A differenza di Vista, Windows 7 ha migliorato la gestione della memoria, dei driver e risulta molto più stabile del fratello minore, che la critica aveva pesantemente bersagliato.
Windows 7 (chiamato in Italia Sette, ma conosciuto anche come Seven o coi nomi Blackcomb o Vienna) è un sistema operativo prodotto in varie versioni da Microsoft e destinato a tutte le tipologie di PC, fra cui conta una versione mobile chiamata Windows Phone Mango e una versione per tablet PC. La barra start verrà ingrandita per le nuove icone. Attualmente è il sistema operativo più diffuso al mondo da fine 2012-inizio 2013. Il suo successore è Windows 8. Il numero di versione della release è 6.1.

## Windows 8

La schermata Start di Windows 8

Windows 8 è il successore di Windows 7, già ultimato e disponibile al pubblico dal 26 ottobre 2012. Il nuovo logo riprende il concetto di finestra, rappresentandone una in prospettiva, stilizzata e colorata in azzurro.
La novità principale riguarda l'introduzione di WinRT, una nuova piattaforma per applicazioni che permette di ottenere alcuni vantaggi, tra cui l'interoperabilità tra processori x86-64 (quelli dei tradizionali pc) ed ARM (quelli dei tablet), oltre a maggior sicurezza e semplicità di utilizzo.
Lo Start Menu, introdotto con Windows 95, è sostituito dalla Start Screen, una videata a schermo interfaccia grafica pone l'accento sulla Start Screen, mentre il desktop di Windows è posto in secondo piano.
Molti degli effetti grafici introdotti con Windows Vista sono scomparsi, in favore di maggiori prestazioni e fluidità delle animazioni.
Le applicazioni a tutto schermo applicano le regole del nuovo linguaggio di design Microsoft, basato su prevalenza del contenuto, tipografia, spaziature, animazioni e semplicità.
Le novità del desktop tradizionale sono principalmente uno stile grafico più coerente con lo stile delle app di Windows Store (tinte monocromatiche, rimosse trasparenze ed effetti) e il nuovo Esplora Risorse con interfaccia Ribbon, la stessa usata da Microsoft Office 2007 e versioni successive.
Nonostante Windows 8 introduca importanti cambiamenti in termini di user experience, è mantenuta la compatibilità con le versioni precedenti, infatti il numero di versione della release è 6.2.

## Windows 8.1
Windows 8.1 è un aggiornamento gratuito di Windows 8 scaricabile dal Windows Store. Le novità principali riguardano il ritorno del pulsante Start, la possibilità di gestire più app contemporaneamente, un nuovo Windows Store e miglioramenti alla stabilità. È uscito il 17 ottobre 2013. Il numero della versione della release è 6.3, successivo a Windows 8.

## Windows 10
Il 30 settembre 2014, la Microsoft da annuncio e presenta il nuovo Windows 10. La versione finale è ufficialmente disponibile dal 29 luglio 2015 come aggiornamento gratuito per i possessori di una licenza Windows 7 e Windows 8/8.1 originale. Windows 10 porta molte novità interessanti, come una barra delle applicazioni ridisegnata, finestre ridisegnate, un nuovo menu start, l'assistente vocale Cortana, possibilità di eseguire app del Windows Store sul desktop, nuova app Impostazioni, il centro notifiche, e per le schede video compatibili, le nuove librerie grafiche DirectX 12. Per ora avuto due numerazioni kernel: nelle prime versioni beta era 6.4 e poi si è evoluto in 10.0. Nonostante il numero di versione, il nuovo sistema operativo ha piena compatibilità con i programmi sviluppati per Windows 7 e 8.1. Infatti è possibile aggiornare questi due sistemi operativi senza alcuna perdita di dati.
Microsoft ha attualmente distribuito nove versioni di Windows 10:
- Windows 10 10.0.10240 v1507 (th_release), release originale distribuita il 29 luglio 2015 tramite ISO e Windows Update (aggiornamento gratuito da 7 e 8.1), manca ancora di alcune funzioni che erano previste in Windows 10.
- Windows 10 10.0.10586 v1511 (th2_release), distribuita il 12 novembre 2015 tramite ISO e Windows Update, porta tutte le novità assenti nella versione lanciata a luglio e un'ottima stabilità.
- Windows 10 10.0.14393 v1607 (rs_release), distribuita il 2 agosto 2016 tramite ISO, Windows Update e Assistente Aggiornamento, porta nuove funzioni come Windows Ink e una migliore stabilità.
- Windows 10 10.0.15063 v1703 (rs2_release), distribuita il 5 aprile 2017 tramite ISO e Assistente Aggiornamento e l'11 aprile tramite Windows Update, porta nuove funzioni nell'ambito della grafica, come Paint 3D e il pieno supporto alla realtà aumentata.
- Windows 10 10.0.16299 v1709 (rs3_release), distribuita il 17 ottobre 2017 tramite ISO, Windows Update e Assistente Aggiornamento, porta l'interoperabilità con Android e iOS, il ritorno della funzionalità per visualizzare i file non in linea e l'introduzione di un nuovo linguaggio di programmazione dell'interfaccia grafica, il Fluent design system.
- Windows 10 10.0.17134 v1803 (rs4_release), distribuita il 30 aprile 2018 tramite ISO, Windows Update e Assistente Aggiornamento, porta la cronologia attività (Timeline) e miglioramenti alla Game Bar.
- Windows 10 10.0.17763 v1809 (rs5_release), distribuita il 2 ottobre 2018 tramite ISO, Windows Update e Assistente Aggiornamento, porta il tema scuro per l'esplora file e la sincronizzazione nel cloud degli appunti.
- Windows 10 10.0.18362 v1903 (19h1_release), distribuita il 21 maggio 2019 tramite ISO, Windows Update e Assistente Aggiornamento, porta nuove aree del sistema con il Fluent Design, un nuovo tema bianco, una nuova ricerca e Windows Sandbox.
- Windows 10 10.0.18363 v1909 (19h2_release), distribuita il 12 novembre 2019 tramite ISO, Windows Update e Assistente Aggiornamento, è un aggiornamento minore che porta un nuovo motore di ricerca per Windows Explorer e la possibilità di aggiungere eventi al calendario dalla taskbar.
- Windows 10 10.0.19041 v2004 (vb_release), distribuita il 19 maggio 2020 tramite ISO, Windows Update e Assistente Aggiornamento, porta una nuova versione di WSL.
- Windows 10 10.0.19042 v20H2 (mn_release), distribuita il 20 ottobre 2020 tramite ISO, Windows Update e Assistente Aggiornamento, porta novità grafiche minori nel Menu Start.
- Windows 10 10.0.19043 v21H1, nessuna novità
- Windows 10 10.0.19044 v21H2, nessuna novità
- Windows 10 10.0.19045 v22H2, distribuita a ottobre 2022, tramite ISO, Windows Update e Assistente Aggiornamento, determina la scelta di Microsoft nel distribuire gli aggiornamenti di versione soltanto una volta l'anno, a differenza dei precedenti che venivano distribuiti ogni 2 anni. L'unica novità introdotta sono, come in Windows 11, i widget, posizionati a destra della barra delle applicazioni.

## Windows 11
Il primo riferimento ufficiale a una nuova versione di Windows dopo la decima versione, annunciata inizialmente definitiva, è stato dato dall'amministratore delegato di Microsoft Satya Nadella durante Microsoft Build 2021, la conferenza annuale per sviluppatori di Microsoft tenutasi il 25-27 maggio 2021, affermando che l'annuncio ufficiale sarebbe arrivato molto presto. La settimana seguente Microsoft ha iniziato a distribuire inviti per un evento nominato "What's next" dedicato a Windows che si sarebbe tenuto il 24 giugno 2021 alle 11:00 ET. La notte tra il 4 e il 5 ottobre 2021 Windows 11 è stato reso disponibile al pubblico sul sito Microsoft.
Attualmente sono state distribuite soltanto due versioni di Windows 11:
- Windows 11 10.0.22000 v21H1, release iniziale
- Windows 11 10.0.22621 v22H2, rilasciata ad ottobre 2022, comprende un restyling generale ridisegnando alcuni comandi rimasti tali da Windows 10, l'aggiunta del drag and drop con la barra delle applicazioni, inizialmente rimosso e l'introduzione della Modalità Concentrazione.

## Cronologia
Cronologia di Microsoft Windows (Template di navigazione basato su Template:Cronologia macOS)
Successione delle versioni MS-DOS:
- MS-DOS
- Windows 1.0
- Windows 2.0
- Windows 3.0 (e Windows for Workgroups), 3.1, 3.11
- Windows 95 (Windows 4.0)
- Windows 98, 98 SE (Windows 4.1)
- Windows Me (Windows 4.90)

Successione delle versioni di OS/2:
- Versioni a 16-bit: OS/2 1.0 (solo CLI), 1.1, 1.2, 1.3
- Versioni a 32-bit: OS/2 2.0, 2.1, 2.11, 2.11 SMP, Warp 3, Warp 4

Successione delle versioni della linea NT:
- Windows NT 3.1, 3.5, 3.51
- Windows NT 4.0
- Windows NT 5.0 Beta
- Windows 2000 (Windows NT 5.0)
- Windows XP (Windows NT 5.1)
- Windows XP Professional x64 Edition (Windows NT 5.2)
- Windows Server 2003 (Windows NT 5.2)
- Windows Vista (Windows NT 6.0), distribuito il 30 gennaio 2007
- Windows Home Server (Windows NT 6.0)
- Windows Server 2008 (Windows NT 6.0), distribuito il 27 febbraio 2008
- Windows 7 (Windows NT 6.1), distribuito il 22 ottobre 2009
- Windows Server 2008 R2 (Windows NT 6.1), distribuito il 22 ottobre 2009
- Windows Azure (Windows NT 6.1), distribuito il 1º febbraio 2010.
- Windows Server 2012 (Windows NT 6.2), distribuito il 26 ottobre 2012
- Windows Server 2012 R2 (Windows NT 6.3), distribuito il 17 ottobre 2013
- Windows 8 (Windows NT 6.2), distribuito il 26 ottobre 2012
- Windows 8.1 (Windows NT 6.3), distribuito il 17 ottobre 2013
- Windows 10 (Windows NT 10.0), distribuito il 29 luglio 2015
- Windows 11 (Windows NT 10.0), distribuito il 4 ottobre 2021.[1]

Successione delle versioni della linea per architetture ARM:
- Windows RT distribuito il 26 ottobre 2012 assieme a Windows 8
- Windows RT 8.1, distribuito dopo Windows 8.1
- Windows Phone 8 (Windows NT 6.2)
- Windows Phone 8.1 (Windows NT 6.3)
- Windows 10 Mobile (Windows NT 10.0)